# Луна-44 (радиопередача)
Это статья о радиопередаче, о фильме смотри Луна-44
«Луна-44» — еженедельная музыкальная передача, выходившая на Радио России в 90-е годы.

## История
Одна из первых на российском радио тематических передач, посвященных современной инструментальной музыке. Выходила с 1992 по 1997 год на «Радио России».
 Ведущий Олег Оноприенко (псевдоним «Тот, которого не видно»). Предпочтительные музыкальные стили New Age, Ambient, Instrumental, Progressive rock. В передаче часто цитировались различные фантастические, исторические и философские литературные произведения.

«Луна-44» входила в цикл передач «Радио России» «Четыре четверти» и была её заключительной, четвёртой частью. Время выхода в эфир 01:15 ночи с воскресенья на понедельник, продолжительность 45 минут.

К настоящему времени в России сложилось неформальное общество почитателей «Луны-44», так как эта радиопередача послужила своеобразным проводником в мир электронной музыки для многих и многих радиослушателей.

## Цитаты
Многие передачи, помимо «обволакивающей музыки», сопровождались соответствующими, гипнотическими и загадочными текстами. Тем самым они представляли собой не просто программы о музыке, но и приобретали элементы радиошоу или радиопостановок:

Подойди к окну и распахни его!

И если от страха твои ноги не приросли к дивану, взгляни в жёлтое око и скажи: «Да пребудет со мною Луна!»

Иди со мной в ночь.

Забудь кто ты.

Мне безразлично твоё имя.

Забудь своё имя.

Мир не заметит твоего отсутствия.

Забудь свои мысли, их смысл станет абсурдом.

Ты не знаешь истину.

У мысли и поступков разные хозяева, это они ведут борьбу за обладание носителем Формы

Ты марионетка в их руках

О Великая Пустота, повелевающая всем и всех, проведи меня к краю мира, к шепчущим теням Церы, к славе Эридана и Кольцу Тукана, на краю мира.

В мае 2009 года на неофициальной странице Луна-44 было объявлено о возобновлении проекта в формате интернет-радио на базе фонотеки студии De Wolfe Music

- «Назад во вселенную» (Back to the Universe) c Мартином Ландерсом
- «Альтернативная музыка для танцев» с Леной Петровой
- «Экзотика» c Андреем Борисовым
- «Четыре четверти»

1. 
2. 

- De Wolfe Moon 44 (Oleg Onoprienko Choice) (недоступная ссылка)
- Неофициальный сайт «Луна-44»
- Плей-листы передачи
- «Луна-44» в Клубе Любителей Электронной Музыки
- Олег Оноприенко De Wolfe Music — Мой Круг
- Олег Оноприенко на Профессионалы.ru